# Thermocyclops parvus
Thermocyclops parvus, – gatunek widłonoga z rodziny Cyclopidae,. Nazwa naukowa tego gatunku skorupiaków została opublikowana w 1989 roku przez amerykańską biolog Janet W. Reid. Gatunek ten został ujęty w Katalogu Życia.